# أبو بكر بن إسماعيل بن خراسان
أبو بكر بن إسماعيل بن عبد الحق بن عبد العزيز بن خراسان، خامس حكام تونس من بنو خراسان و أول من تولى في فترتهم الثانية، استرجع حكمهم على تونس و قتله ابن أخيه.

## السيرة
لا نعرف زمن ولادة أبو بكر و لا موقع مولده. في يوم الأحد 12 رجب 500هـ / 8 مارس 1107 قام أمير البلاد ابن عمه أحمد بن عبد العزيز بقتل إسماعيل بن عبد الحق والد أبو بكر، فلجئ أبو بكر إلى بنزرت المحكومة من بنو الورد.
حكم أحمد بن عبد العزيز تونس مدة طويلة ثم استولى الحماديون عليها ثم خرجوا منها، و دخلت تونس في أزمة فراغ سلطة، و بعد أن طردوا محرز بن زياد، قرر أهل تونس أن الخيار الأمثل هو استرجاع بنو خراسان، فاستدعوا أبو بكر بن إسماعيل من بنزرت فجاء في الليل، و تم رفعه إلى سور تونس على قفة، و بهذا دخل أبو بكر و استرجع حكم عائلته سنة 543هـ / 1148.
حكم أبو بكر لمدة سبعة أشهر، و في أحد الأيام أخرجه ابن أخيه عبد الله بن عبد العزيز في قارب، ثم غدر به و رماه في البحر عند قلعة ابن غبوش، يقال أنه غَرَق و يقال أنه أُغرِق.